# 中央リネンサプライ
 中央リネンサプライ株式会社 （ちゅうおうリネンサプライ、英: Chuo Linen Supply Co., Ltd.）は、東京都に本社を置く東海旅客鉄道(JR東海)の子会社（連結子会社）。

## 概要
東海道・山陽新幹線とJR東海在来線の背もたれカバーやリネン類のクリーニングを行う鉄道リネンサプライ事業、名古屋マリオットアソシアホテルに代表されるシティホテルの宴会場・客室等のホテルリネンサプライ事業を展開している。また、東海道新幹線グリーン車用おしぼりの製作、JR東海及びJR東海グループ社員の制服のクリーニングも行っている。
ISO9001：2000を認証取得している。

## 事業所

### 本社
- 本社
  - 所在地：東京都中央区日本橋三丁目1番17号（日本橋ヒロセビル）

### 工場
- 小山工場
  - 所在地：栃木県小山市大字萱橋字五反田640番5号
- 大阪工場
  - 所在地：大阪府吹田市岸部中二丁目5番1号

### 営業所
- 東京営業所
  - 所在地：東京都千代田区丸の内一丁目9番1号（JR東京駅構内）
- 名古屋営業所
  - 所在地：愛知県名古屋市中村区椿町7番1号（オーヴァトゥーワン4階）
- 大阪営業所
  - 所在地：大阪府大阪市東淀川区西淡路一丁目2番56号